# Парламентский союз государств — членов ОИК
Парламентский союз государств-членов ОИК (ПССГ, ПСОИКМ) состоит из парламентов государств-членов Организации исламского сотрудничества (ОИС). Он был создан в Иране 17 июня 1999 года, а его главный офис находится в Тегеране.

## Члены союза
| Гос-во                           | Год присоединения |
| -------------------------------- | ----------------- |
| Афганистан                       | 2008              |
| Албания                          | 1999              |
| Алжир                            | 1999              |
| Азербайджан                      | 1999              |
| Бахрейн                          | 1999              |
| Бангладеш                        | 1999              |
| Бенин                            | 1999              |
| Буркина-Фасо                     | 1999              |
| Камерун                          | 1999              |
| Чад                              | 1999              |
| Коморы                           | 2013              |
| Кот-д’Ивуар                      | 1999              |
| Джибути                          | 1999              |
| Египет                           | 1999              |
| Габон                            | 1999              |
| Гамбия                           | 2009              |
| Гвинея                           | 1999              |
| Гвинея-Бисау                     | 1999              |
| Гайана                           | 1999              |
| Индонезия                        | 1999              |
| Иран                             | 1999              |
| Ирак                             | 1999              |
| Иордания                         | 1999              |
| Казахстан                        | 1999              |
| Кувейт                           | 1999              |
| Кыргызстан                       | 1999              |
| Ливан                            | 1999              |
| Ливия                            | 1999              |
| Малайзия                         | 1999              |
| Мальдивы                         | 2012              |
| Мали                             | 1999              |
| Мавритания                       | 1999              |
| Марокко                          | 1999              |
| Мозамбик                         | 1999              |
| Нигер                            | 1999              |
| Нигерия                          | 2015              |
| Оман                             | 1999              |
| Пакистан                         | 1999              |
| Палестина (историческая область) | 1999              |
| Катар                            | 1999              |
| Саудовская Аравия                | 1999              |
| Сенегал                          | 1999              |
| Сьерра-Леоне                     | 1999              |
| Сомали                           | 2007              |
| Судан                            | 1999              |
| Сирия                            | 1999              |
| Таджикистан                      | 2006              |
| Того                             | 1999              |
| Тунис                            | 1999              |
| Турция                           | 1999              |
| Туркменистан                     | 1999              |
| Уганда                           | 1999              |
| Объединённые Арабские Эмираты    | 1999              |
| Йемен                            | 1999              |

## Государства, не участвующие в программе
| Страны     |
| ---------- |
| Бруней     |
| Суринам    |
| Узбекистан |

## Управление
Первым Генеральным секретарем был египетский дипломат г-н Ибрагим Ахмед Ауф, который проработал два срока с 1 марта 2000 года по 30 апреля 2008 года. 1 мая 2008 года вторым Генеральным секретарем был назначен профессор д-р Махмуд Эрол КИЛИК из Турции, который проработал два срока с 1 мая 2008 года по 31 июля 2018 года. Г-н Шейх Мухамед Хурайчи Ниасс из Сенегала является Генеральным секретарем ПУИК с 1 августа 2018 года. Он был избран на 13-й конференции ПУИК, состоявшейся в Тегеране, Исламская Республика Иран.
Постоянные специализированные комитеты ПУИК:
- Комитет по политическим и международным отношениям;
- Комитет по экономическим вопросам и окружающей среде;
- Комитет по правам человека, делам женщин и семьи;
- Комитет по культурно-правовым вопросам и диалогу цивилизаций и религий.
- Постоянный комитет по Палестине